# Alain Platel
Alain Platel, född 9 april 1959 i Gent, är en belgisk koreograf och teaterregissör.

## Biografi
Alain Platel är utbildad socionom och har arbetat med att göra utredningar om behandlingsformer för psykiskt och fysiskt funktionsnedsatta barn. Som koreograf och regissör är han autodidakt. Han gjorde sina första koreografier i början av 1980-talet. 1984 grundade han dansteatergruppen Les Ballets C de la B som skall utläsas Les Ballets Contemporain de la Belge. Alain Platel räknas som en av de främsta företrädarna för det belgiska dansundret. Med tiden har hans koreografi alltmer närmat sig teatern och han har även regisserat teater och opera. Les Ballets C de la B har turnerat internationellt och framträtt på ett flertal festivaler. 2014 uppförde de Gardenia på Avignonfestivalen och 2014 återkom de dit med Coup Fatal. Bland utmärkelser han tilldelats kan nämnas Premio Europa New Theatrical Realities 2001.

## Gästspel i Sverige
- 1998 Iets op Bach (Något om Bach), Les Ballets C de la B på Göteborg Dans & Teater Festival
- 2000 Allemaal Indiaan (Alla är vi indianer), Les Ballets C de la B & Victoria de Gand på Göteborg Dans & Teater Festival
- 2006 VSPRS, Les Ballets C de la B på Göteborg Dans & Teater Festival
- 2010 Out of context - for Pina, Les Ballets C de la B på Dansens hus, Stockholm
- 2010 Gardenia, Les Ballets C de la B på Göteborg Dans & Teater Festival, tillsammans med Frank Van Laecke
- 2014 Tauberbach, Les Ballets C de la B på Göteborgs stadsteater